# الدور (يريم)

تعديل مصدري - تعديل

الدور محلة تابعة لقرية الجبة، التابعة لعزلة بني مسلم بمديرية يريم إحدى مديريات محافظة إب في الجمهورية اليمنية.، بلغ تعداد سكانها 198 حسب تعداد اليمن لعام 2004.